# Буроглазки
Буроглазки (лат. Lasiommata) — род дневных бабочек из семейства бархатниц.

## Описание
Внешний край крыльев округлый. Задние крылья на нижней стороне в дискальной области с ломаными темных перевязями, окрашены в серые тона с пестрой структурой. Андрокониальные поля у самцов хорошо заметные. Усики с головчатой булавой. В основании передних крыльев заметно вздута одна жилка (костальная), жилка центральной ячейки вздута слабо.

## Список видов
- Буроглазка Мегера Lasiommata megera (Linnaeus, 1767)
- Lasiommata paramegaera (Hübner, 1824)
- Буроглазка большая Lasiommata maera (Linnaues, 1758)
- Lasiommata meadewaldoi (Rothschild, 1917)
- Lasiommata adrastoides (Bienert, [1870])
- Lasiommata felix (Warnecke, 1929)
- Lasiommata maderakal (Guérin-Méneville, 1849)
- Lasiommata schakra (Kollar, [1844])
- Lasiommata maerula C. & R. Felder, [1867]
- Lasiommata majuscula (Leech, [1892])
- Lasiommata minuscula (Oberthür, 1923)
- Lasiommata kasumi Yoshino, 1995
- Lasiommata hindukushica (Wyatt & Omoto, 1966)
- Lasiommata menava Moore, 1865
- Краеглазка петербургская Lasiommata petropolitana (Fabricius, 1787)
- Lasiommata hefengana Chou & Zhang, 1994